# Пакер

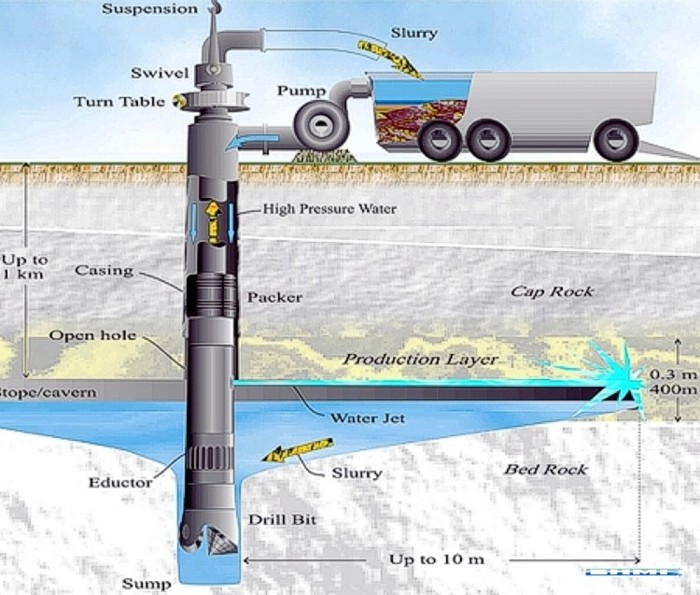
.

Пакер (рос. пакер; англ. packer; нім. Packer m) — пристрій, призначений для щільного розділення ґумовим елементом окремих ділянок (частин) стовбура свердловини під час здійснення ремонтних робіт або експлуатації свердловини. Опускається П. у свердловину на насосно-компресорних або бурильних трубах.

## Різновиди
- ПАКЕР БАШМАЧНИЙ (рос. пакер башмачный; англ. shoe packer; нім. Schuhpacker m) — нижній цементувальний пакер обсадної колони (монолітний або надувний) у свердловині, що закріплюється на обсадній колоні і використовується при її цементуванні.
- Пакер, що розбухає. У багатьох областях застосування розбухаючі Пакери або заколонні Пакери можуть служити більш безпечним і простим засобом роз'єднання пластів, ніж цементування та перфорування. Розбухаючі Пакери знаходять широке застосування і дають відчутний позитивний ефект в наступних операціях здійснюваних на родовищах: роз'єднання пластів, відведення потоку, роздільний видобуток з декількох горизонтів, гідророзрив пласта, гідро- і пароізоляція зон в свердловині[1].

## Гідравлічний якір
Гідравлічний якір призначений для утримання пакера від переміщення вгору під час створення робочого тиску в підпакерній зоні. Використовується з пакерами будь-якого типу.